# Comuna Jadkî, Cerneahiv
Jadkî (în ucraineană Жадьківська сільська рада) este o comună în raionul Cerneahiv, regiunea Jîtomîr, Ucraina, formată din satele Jadkî (reședința), Karla Marksa și Neraj.

## Demografie
Componența lingvistică a comunei Jadkî
     Ucraineană (98,93%)
     Rusă (1,07%)
Conform recensământului din 2001, majoritatea populației comunei Jadkî era vorbitoare de ucraineană (98,93%), existând în minoritate și vorbitori de rusă (1,07%).